# Ariane Grigoteit
Ariane Grigoteit (* 4. August 1961 in Frankfurt am Main) ist eine deutsche Kunsthistorikerin, Kuratorin und Museumsdirektorin. 

## Leben
Grigoteit ist die Tochter der Künstlerin Renate Rauleder und des Architekten Willi Grigoteit. Sie studierte Kunstgeschichte, Archäologie, Romanistik und Kunstpädagogik in Frankfurt, Hamburg und Berlin. Ihren Magister legte sie über „Weltgerichtstafel der Vatikanischen Museen Rom/Villa Hertziana“ ab und promovierte über „Beuys’ Wasserfarben-Arbeiten“ an der Goethe-Universität Frankfurt.
Grigoteit ist seit über dreißig Jahren für internationale Unternehmen und Privatsammlungen im Kunstmanagement tätig. Unter anderem baute die ausgewiesene Expertin für zeitgenössische und moderne Kunst zweiundzwanzig Jahre die Sammlung der Deutschen Bank zur größten Corporate Collection auf, initiierte das weltweite Kunstprogramm des Unternehmens mit dem Verständnis, aktuelle Kunst in eine Bank zu integrieren, sie nicht mehr im traditionellen Rahmen eines Museums oder einer Galerie, sondern in der Arbeitswelt zu präsentieren, und betreute als Co Head die Berliner Ausstellungshalle Deutsche Guggenheim. Besonderes Highlight ihrer für Berlin und Folgestationen in Singapur und Tokio konzipierten Ausstellungen, war u. a. die gemeinsam mit Zaha Hadid gestaltete Jubiläumsschau „25“. Internationales Renommée erwarb Grigoteit durch über neunzig Ausstellungen, Vorträge, wissenschaftliche Veröffentlichungen und Publikationen. Als Direktorin des Kirchner Museums Davos (September 2018 bis Juli 2019) steigerte sie die Besucherzahlen um ein Vielfaches und öffnete das Haus für neue kunsthistorische und erstmals digitale Konzepte. Die ausgewiesene Kennerin und Fachfrau für Gegenwartskunst kuratiert internationale Ausstellungen und ist beratend für einen Kreis von Sammlern tätig.
Grigoteit war mit dem 2016 verstorbenen Musiker und Musikwissenschaftler Peter Heberer verheiratet.

## Werke

### Ausstellungen (Auswahl)
- 1991: RETHINKING SPACE, Eight German Sculptors - Works on Paper I The Lobby    Gallery, New York
- 1994: KÜNSTLER IN FRANKFURT I Kunstmesse Frankfurt
- 1998: KUNST UND PAPIER AUF DEM LAUFSTEG I Deutsche Guggenheim Berlin
- 1998: SERIEN. Bernd & Hilla Becher I Goethe-Institut Rom und Neapel
- 1998: GEORG BASELITZ I Johannesburg Art Gallery, Johannesburg, Südafrika
- 1998: KATHARINA SIEVERDING, works on pigment I Düsseldorf, Berlin
- 1999: LANDSCHAFTEN EINES JAHRHUNDERTS I Kunstverein Aalen, Küppersmühle    Duisburg Weserbergmuseum Bremen
- 1999: GEORG BASELITZ I Städel Museum, Frankfurt
- 1999: ANDREAS SLOMINSKI: Fallen I Deutsche Guggenheim Berlin
- 2000: FÖRG I Deutsche Guggenheim Berlin, Neuer Kunstverein Aschaffenburg, KunstLANDing, Aschaffenburg
- 2000: LAWRENCE WEINER: After All / Nach Alles I Deutsche Guggenheim Berlin
- 2001:      THE SULTANS SIGNATURE, Osmanische Kalligrafien I Museum für Angewandte    Kunst Frankfurt,
- 2001: Deutsche Guggenheim Berlin, Sakip Sabanci Museum, Istanbul
- 2001: EO RAUCH I Deutsche Guggenheim Berlin, Chemnitz, Mannheimer Kunstverein, Altes Schloss, Wehr,
- 2001: Neues Museum Weserburg, Augustinermuseum, Freiburg, The Douglas Hyde Gallery, Dublin
- 2001: International Culture Centre Krakau
- 2001: MOMENT I Frankfurt
- 2001: MAN IN THE MIDDLE I Museum Moderner Kunst Passau Eremitage St. Petersburg, Kunsthalle
- 2001: Tübingen, Weserbergmuseum Bremen, Saarbrücken
- 2001: KÜNSTLERPAARE - KUNST ALS TEAMWORK I Herrenhausen, Kunst- und Antiquitätenmesse Hannover KARA WALKER I Deutsche Guggenheim Berlin,
- 2002:      KARIN SANDER: Wordsearch - A Translinguistic Sculpture I New York
- 2002: JEFF KOONS I Biennale Sao Paulo, Sao Paulo, Brasilien
- 2002: BILL VIOLA – GOING FORTH BY DAY I Deutsche Guggenheim Berlin
- 2003: RICHARD ARTSCHWAGER, Up and Down/Back and Forth I Deutsche Guggenheim    Berlin
- 2004:     AUS DEUTSCHER SICHT. KUNST PER KNOPFDRUCK I Staatliches Puschkin-Museum, Moskau
- 2005:     25 JAHRE SAMMLUNG DEUTSCHE BANK I DEUTSCHE GUGGENHEIM BERLIN
- 2006:     WENN WELTEN SICH BEGEGNEN I SELIGENSTADT
- 2006: TOKYO BLOSSOMS I Hara Museum, Tokio
- 2006: ALL THE BEST I SAM, SINGAPUR
- 2007:      BLIND DATE ISTANBUL, Sakip Sabanci Museum, Istanbul
- 2009:      DIE KUNST, MIT KUNST BRÜCKEN ZU BAUEN I Schloss Heusenstamm
- 2010:      INNERES & ÄUßERES I Albert Schweitzer Schule, Offenbach
- 2011:      SEELENBILDER I Prälatur und Kloster Seligenstadt
- 2012:      FROHEN HERZENS I Orangerie, Kloster Seligenstadt
- 2015:      KANN MAN TÖNE SEHEN? Christoph de Temple in der Auberge de Temple I Johannesberg
- 2016:      ALEXANDER PAUL ENGLERT/SILKE SCHEUERMANN I Aschaffenburg
- 2016:      FRANCESCA GENTILI, Aschaffenburg

### Schriften
- Stephan Balkenhol. 1995, ISBN 3-00-001531-0.
- Darmstadt. 1996, ISBN 3-89322-312-6.
- Georg Baselitz. 1997, ISBN 3-87439-428-X.
- Serien. Bernd und Hilla Becher. ISBN 3-87439-460-3.
- Landschaften eines Jahrhunderts. 1999, ISBN 3-87439-522-7.
- Visuell I. 2001, ISBN 3-935293-17-8.
- 100 x Kunst/100 x Art. ISBN 3-935647-01-8.
- Viseull II. 2002, ISBN 3-9808810-9-1.
- Kara Walker. ISBN 3-935293-29-1.
- Man in the Middle. Menschenbild im 20. Jahrhundert. ISBN 3-935647-14-X.
- Richard Artschwager: Up and Down/Back and Forth. 2003, ISBN 3-9808810-0-8.
- Aus deutscher Sicht. 2004, ISBN 3-9808810-1-6.
- 25. 2005, ISBN 3-9808810-5-9.
- Blind Date. 2006, ISBN 3-9810932-0-8.
- Zaha Hadid.  Tokio, ISBN 3-00-017983-6.
- All the Best/Zaha Hadid. ISBN 3-9810932-6-7.
- Blind Date Istanbul. 2007, ISBN 978-3-9811879-0-8.
- Visuell Affinities. Neuankäufe/New Acquisitions. ISBN 978-3-9810932-8-5.
- Königlicher Besuch I. ISBN 978-3-937996-26-4.
- Frohen Herzens. 2012, ISBN 978-3-00-040707-9.
- Francesca Gentili. Katalog zur Ausstellung 2016 mit einem Aufsatz von Günther Nonnenmacher. ISBN 978-3-00054168-1.